# David Addy
David Nii Addy (* 21. Februar 1990 in Prampram) ist ein ghanaischer ehemaliger Fußballspieler.

## Karriere

### Verein
David Addy spielte in der Jugend bei den Vereinen SC Adelaide und International Allies FC, bis er 2006 in die Profiabteilung der All Stars FC wechselte. Im Sommer 2008 ging er nach Dänemark zum Randers FC, erkrankte vor seinem Wechsel am Gelbfieber und brauchte einige Monate um sich zu regenerieren. Am 19. Oktober 2008 gab er gegen Vejle BK sein Debüt, als er in der 84. Minute für Tiago Targino eingewechselt wurde. Nachdem er in seiner ersten Saison 8-mal für die Randers im Einsatz war, bestritt er am 2. Juni 2009 im Rahmen der Qualifikation für die UEFA Europa League 2009/10 gegen den FC Linfield beim 4:0-Kantersieg sein erstes Spiel in der Qualifikationsrunde zu einem europäischen Wettbewerb. In der dritten Runde schied sein Verein aus dem Wettbewerb aus, nach Hin- und Rückspiel verlor man mit 1:4 gegen den Hamburger SV.
Am 1. Februar 2010 wechselte er für 800.000 Euro zum portugiesischen Topklub FC Porto, bei dem er einen Dreieinhalbjahresvertrag unterschrieb. Bis zum Ende der Saison absolvierte er kein einziges Spiel für Porto, schaffte aber durch einen 2:1-Sieg über GD Chaves den portugiesischen Fußballpokal zu gewinnen.
Im Juli 2010 wurde er an den Ligakonkurrenten Académica de Coimbra verliehen. In seinem ersten Spiel gegen Benfica Lissabon musste er in der 50. Minute mit einer gelben-roten Karte das Feld verlassen. Einen Monat später sah er gegen Rio Ave FC eine weitere rote Karte. Am 6. Februar 2011 erzielte er beim 3:3-Unentschieden gegen SC Beira-Mar sein erstes Tor für seinen neuen Klub. Am 28. Spieltag sah er gegen Marítimo Funchal seinen dritten Platzverweis in der Saison. Daher wurde von einer Verpflichtung abgesehen und Addy kehrte zum FC Porto zurück. Der spanische Verein Celta Vigo bekundete Interesse an einer Verpflichtung des Abwehrspielers.
Zur Saison 2011/12 wurde er an den griechischen Verein Panetolikos ausgeliehen. Im September 2012 wechselte Addy zu Vitória Guimarães und erzielte schon in seinem ersten Spiel gegen Moreirense FC seinen ersten Ligatreffer, welcher jedoch sein einziger blieb. Des Weiteren gewann er mit dieser Mannschaft den portugiesischen Pokal.
Nach 39 Ligaeinsätzen in zwei Spielzeiten für Guimarães wechselte er im Sommer 2014 zum belgischen Erstligisten Waasland-Beveren. Er debütierte für Waasland am 9. August gegen den KVC Westerlo (1:1). Es folgten Stationen in Indien bei Delhi Dynamos und in Finnland bei RoPS, ehe er im September 2017 zum Riga FC wechselte. Hier absolvierte er bis zum Jahresende nur zwei Pflichtspiele und verließ den Verein wieder. Nach über einem Jahr ohne neuen Klub spielte er die Saison 2019 für Erstligist Tampereen Ilves aus Finnland. Dort gewann er zwar durch einen 2:0-Sieg im Finale über IFK Mariehamn den nationalen Pokal, doch sein Vertrag wurde nicht mehr weiter verlängert.
Anschließend war der Abwehrspieler über zwei Jahre ohne neuen Verein, ehe er sich im März 2022 dem estnischen Erstligisten JK Tammeka Tartu anschloss.

### Nationalmannschaft
Addy gehörte zum Aufgebot der ghanaischen U-20-Nationalmannschaft für die U-20-Fußball-Weltmeisterschaft 2009 in Ägypten. Er bestritt sieben Spiele und gewann das Turnier im Finale gegen Brasilien mit 4:3 nach Elfmeterschießen.
Am 8. Juni 2008 wurde er erstmals in den Kader für das Spiel gegen Lesotho berufen, kam aber nicht zum Einsatz. Auch im Rückspiel am 11. Oktober verbrachte er das ganze Spiel auf der Ersatzbank. Nur vier Tage absolvierte er gegen Südafrika sein Länderspieldebüt von Beginn an und wurde in der 84. Minute für Emmanuel Ansong ausgewechselt. Bis 2013 bestritt David Addy insgesamt 17 Länderspiele.

## Titel und Erfolge
FC Porto
- Portugiesischer Pokalsieger: 2010

Vitória Guimarães
- Portugiesischer Pokalsieger: 2013

Tampereen Ilves
- Finnischer Pokalsieger: 2019

Nationalmannschaft
- U-20 Afrikameister: 2009
- U-20 Weltmeister: 2009